# Liste der Baudenkmäler in Oberthulba
Auf dieser Seite sind die Baudenkmäler in dem unterfränkischen Markt Oberthulba zusammengestellt. Diese Tabelle ist eine Teilliste der Liste der Baudenkmäler in Bayern. Grundlage ist die Bayerische Denkmalliste, die auf Basis des Bayerischen Denkmalschutzgesetzes vom 1. Oktober 1973 erstmals erstellt wurde und seither durch das Bayerische Landesamt für Denkmalpflege geführt wird. Die folgenden Angaben ersetzen nicht die rechtsverbindliche Auskunft der Denkmalschutzbehörde.
 Diese Liste gibt den Fortschreibungsstand vom Juni 2024 wieder.

## Baudenkmäler nach Gemeindeteilen

### Oberthulba
| Lage                                            | Objekt                                                              | Beschreibung | Akten-Nr.              | Bild           |
| ----------------------------------------------- | ------------------------------------------------------------------- | --- | ---------------------- | -------------- |
| Deißelbach (Standort)                           | Bildstock                                                           | Rundbogiger Aufsatz mit Kreuzbekrönung, darin Holzplastik des Heiligen Antonius, auf Vierkantschaft, Sandstein, bezeichnet „1883“ | D-6-72-139-12          | BW             |
| Nähe Hintere Torstraße (Standort)               | Prozessionsaltar                                                    | Baldachinartiger Aufbau mit Heiligem Evangelist Lukas als Bekrönungsfigur, Rückwand mit Reliefdarstellung der Heiligen Familie, auf würfelförmigem Sockel mit Inschriftenkartusche, Sandstein, bezeichnet „1734“                                                | D-6-72-139-2           | weitere Bilder |
| Hammelburger Straße (Standort)                  | Bildstock                                                           | Reliefaufsatz mit Kreuzbekrönung und Kreuzigungsdarstellung, Rückseite mit gekrönter Muttergottes, auf reich ornamentiertem Vierkantschaft, Sandstein, bezeichnet „1657“                                                                                        | D-6-72-139-1           | weitere Bilder |
| Nähe Kapellenstraße (Standort)                  | Ortsbefestigung, Reste der ehemaligen Dorfmauer                     | Hausteinmauerwerk, Ende 16. Jahrhundert | D-6-72-139-4           | weitere Bilder |
| Kapellenstraße 12; Kapellenstraße 14 (Standort) | Friedhofskapelle St. Agatha und Brigitta, sogenannte Freydenkapelle | Saalbau mit eingezogenem Chor, Satteldach und östlichem Dachreiter, 1728 | D-6-72-139-3 Wikidata  | weitere Bilder |
| Kapellenstraße 12; Kapellenstraße 14 (Standort) | Friedhofskreuz                                                      | Kruzifix auf Tischsockel mit Inschrift, Sandstein, Corpus und Kreuzstamm zweite Hälfte 19. Jahrhundert, Kunststeinsockel, bezeichnet „1948“ | D-6-72-139-3 Wikidata  | weitere Bilder |
| Kirchgasse (Standort)                           | Bildstock                                                           | Figur des Christus an der Geißelsäule auf hohem Postament mit Inschriftenkartusche, Sandstein, bez. 1753 | D-6-72-139-75          | weitere Bilder |
| Kirchgasse 16 (Standort)                        | Kriegerdenkmal für die Gefallenen der Kriege von 1866 und 1870/71   | Sandsteinpfeiler mit Waffenbekrönung, bezeichnet „1897“ | D-6-72-139-71          | weitere Bilder |
| Kirchgasse 18 (Standort)                        | Katholische Pfarrkirche St. Johannes der Täufer                     | Saalbau mit eingezogenem Chor und viergeschossigem Chorturm mit Spitzhelm, dieser im Kern von 1464, Turmobergeschoss von 1608, Langhaus 1854–59 erneuert, im Inneren in den 1980er Jahren weitgehend entkernt                                                   | D-6-72-139-5           | weitere Bilder |
| Kirchgasse 18 (Standort)                        | Kruzifix                                                            | Sandsteinkreuz auf Tischsockel mit Inschriftenkartusche, bezeichnet „1736“ | D-6-72-139-5           | weitere Bilder |
| Kreuzberg ()                                    | Wegkreuz                                                            | Sandsteinkruzifix auf Tischsockel, 19. Jahrhundert nicht nachqualifiziert, im Bayerischen Denkmal-Atlas nicht kartiert | D-6-72-139-13          |                |
| Kreuzbergweg (Standort)                         | Bildstock                                                           | Geschwungener Reliefaufsatz mit Kreuzbekrönung und Gipsrelief einer Madonna, auf Vierkantschaft über Tischsockel mit Inschrift, Kunststein, um 1920 | D-6-72-139-14          | BW             |
| Marktplatz (Standort)                           | Prozessionsaltar                                                    | Baldachinartiger Aufbau mit Evangelist Matthäus als Bekrönungsfigur, Rückwand mit Reliefdarstellung der Anbetung der Heiligen Drei Könige, auf würfelförmigem Sockel mit Inschriftenkartusche, Sandstein, bezeichnet „1734“                                     | D-6-72-139-7           | weitere Bilder |
| Marktplatz 7 (Standort)                         | Ehemalige Gemeindewirtschaft mit Gerichtsstube                      | Zweigeschossiger Satteldachbau mit nördlichem Volutengiebel, 1652 | D-6-72-139-6           | weitere Bilder |
| Nähe Öhrbach, Thulba (Standort)                 | Alte Thulbabrücke                                                   | Zweijochige Bogenbrücke aus Sandsteinquadern, 18. Jahrhundert, mit anschließendem Flutsteg aus parallelen Monolithen, auf dem Pfeilervorkopf Postament mit Figur des hl. Johannes Nepomuk auf geschwungener Konsole mit Inschriftenkartusche, barock, bez. 1748 | D-6-72-139-76          | BW             |
| Nähe Rhönstraße (Standort)                      | Bildstock                                                           | Geschwungener Reliefaufsatz mit Kreuzbekrönung und Kreuzigungsdarstellung, auf Rundsäule über würfelförmigem Sockel, Sandstein, erste Hälfte 19. Jahrhundert | D-6-72-139-10 Wikidata | weitere Bilder |
| Nähe Waldstraße; Waldstraße (Standort)          | Wegkreuz                                                            | Kruzifix auf Postament mit Inschrift, klassizistisch, Sandstein, bezeichnet „1822“ | D-6-72-139-9           | weitere Bilder |
| Obere Torstraße 8 (Standort)                    | Kreuzschlepper                                                      | Figur des kreuztragenden Christus, Sandstein, 18. Jahrhundert | D-6-72-139-8           | weitere Bilder |
| Weißer Weg (Standort)                           | Wegkreuz                                                            | Kruzifix auf Sockel mit Inschrift, Corpus 1945 erneuert, Sandstein, bezeichnet „1927“ | D-6-72-139-15          | BW             |
| Kappenbrunnen (Standort)                        | Jagdhaus, sogenanntes Weipertshäuschen                              | Kleiner eingeschossiger Massivbau mit Satteldach, 1860 | D-6-72-139-70          | BW             |

### Feuerthal
| Lage                    | Objekt                             | Beschreibung | Akten-Nr.      | Bild           |
| ----------------------- | ---------------------------------- | --- | -------------- | -------------- |
| Höhfeldsberg (Standort) | Grenzstein, sogenannter Dreimärker | T-förmig behauener Sandstein, markiert die Gemarkungsgrenze Oberthulba-Elfershausen-Feuerthal, bezeichnet „1786“ | D-6-72-127-120 | weitere Bilder |

### Frankenbrunn
| Lage                            | Objekt                          | Beschreibung | Akten-Nr.     | Bild               |
| ------------------------------- | ------------------------------- | --- | ------------- | ------------------ |
| Forststraße (Standort)          | Bildstock                       | Reliefaufsatz mit Rundbogenabschluss und Pietàdarstellung, auf Rundsäule über erneuertem Tischsockel, Sandstein, wohl 18. Jahrhundert                                                               | D-6-72-139-20 | BW                 |
| Hallstatt (Standort)            | Katholische Kapelle St. Michael | Kleiner, massiver Saalbau mit Satteldach und Dachreiter, 1718; mit Ausstattung | D-6-72-139-18 | weitere Bilder     |
| Hallstatt (Standort)            | Kruzifix                        | Sandsteinkreuz auf erneuertem Sockel, bezeichnet „1905“ | D-6-72-139-18 | weitere Bilder     |
| Heinig (Standort)               | Kreuzschlepper                  | Figur des kreuztragenden Christus auf Knien, auf abgefastem Vierkantschaft, Sandstein, bezeichnet „1884“                                                                                            | D-6-72-139-22 | BW                 |
| Linnenstraße 20 (Standort)      | Kreuzdachbildstock              | Aufsatz mir Metallrelief des Erzengel Michaels, sowie Reliefs von Christusmonogramm und Blütenornament, auf Rundsäule über ornamentiertem Postament, Sandstein, bezeichnet „1696“                   | D-6-72-139-17 | Kreuzdachbildstock |
| Schloßgarten 2 (Standort)       | Prozessionsaltar                | Baldachinartiger Aufbau mit Christus salvator als Bekrönungsfigur, Rückwand mit Pietàdarstellung vor leerem Kreuz, auf würfelförmigem Sockel mit Inschriftenkartusche, Sandstein, bezeichnet „1756“ | D-6-72-139-16 | weitere Bilder     |
| Steinernes Kreuz (Standort)     | Bildstock bzw. Grabdenkmal      | Reliefaufsatz mit Eisernes-Kreuz-Bekrönung und Darstellung des Erzengels Michael in Figurennische, auf Vierkantschaft mit Inschrift und Lorbeerkranz, Kunststein, bezeichnet „1915“                 | D-6-72-139-21 | BW                 |
| Sankt-Michael-Straße (Standort) | Wegkreuz                        | Kruzifix auf würfelförmigem Sockel mit Inschriftenkartusche, Kreuzstamm mit Inschrift, Sandstein, bezeichnet „1837“                                                                                 | D-6-72-139-19 | BW                 |

### Hassenbach
| Lage                              | Objekt                                                     | Beschreibung | Akten-Nr.     | Bild           |
| --------------------------------- | ---------------------------------------------------------- | --- | ------------- | -------------- |
| Brunnenstraße 6 (Standort)        | Katholische Kuratiekirche St. Johannes der Täufer          | Saalbau mit wenig eingezogenem Chor, Satteldach und östlichem Chorturm mit Spitzhelm, klassizistisch, 1823; mit Ausstattung                | D-6-72-139-24 | weitere Bilder |
| Hassenmich (Standort)             | Friedhofskreuz                                             | Kruzifix auf pyramidenstumpfartigem Sockel mit Inschriftenkartusche, Sandstein, bezeichnet „1853“                                          | D-6-72-139-26 | weitere Bilder |
| Hassenmich (Standort)             | Grabmal der Familie Loewenheim (kgl. Förster)              | Ädikulaähnliche Stele mit Giebel und Akroteren, korinthisierender Historismus, mit schmiedeeiserner Einfriedung, 1867                      | D-6-72-139-85 | weitere Bilder |
| Nähe Am Nußholz (Standort)        | Wegkapelle                                                 | Kleiner Massivbau mit Satteldach, am Türgewänden bezeichnet „1817“                                                                         | D-6-72-139-23 | weitere Bilder |
| Sankt-Johannes-Gasse 4 (Standort) | Ehemals Forsthaus                                          | Eingeschossiger Halbwalmdachbau mit Freitreppe, bez. 1796, mit zugehörigen Nebengebäuden, Gartenterrassen, um 1800                         | D-6-72-139-84 | weitere Bilder |
| Schulstraße 1 (Standort)          | Ehemalige Kaplanei                                         | Zweigeschossiges, verputztes Fachwerkhaus mit Mansardhalbwalmdach, 1779                                                                    | D-6-72-139-72 | weitere Bilder |
| Schulstraße 3 (Standort)          | Wegkreuz                                                   | Kruzifix auf Tischsockel mit tabernakelförmigem Aufsatz, neugotisch, Sandstein, bezeichnet „1878“                                          | D-6-72-139-25 | weitere Bilder |
| Schulstraße 3 (Standort)          | Ehemaliges Forsthaus, wohl zur ehemaligen Propstei gehörig | Zweigeschossiger, verputzter Fachwerkbau mit Walmdach, bezeichnet 1699, verändert, zweite Hälfte 18. Jahrhundert                           | D-6-72-139-74 | weitere Bilder |
| Schulstraße 3 (Standort)          | Stadel                                                     | Eingeschossiger Massivbau mit Satteldach, Hausteinquader- bzw. Ziegelmauerwerk, im Kern wohl 18. Jahrhundert, im 19. Jahrhundert verändert | D-6-72-139-74 | weitere Bilder |

### Hetzlos
| Lage                    | Objekt                                                        | Beschreibung | Akten-Nr.     | Bild           |
| ----------------------- | ------------------------------------------------------------- | --- | ------------- | -------------- |
| Bachstraße 6 (Standort) | Ehem. Dorfschule                                              | Zweigeschossiger, teilunterkellerter, massiver Krüppelwalmdachbau mit Fußwalm und Zwerchhausrisalit, 1912–14 von Franz Krampf | D-6-72-139-83 | BW             |
| Bachstraße 6 (Standort) | Ökonomiegebäude                                               | Ziegelbau mit Fachwerkkniestock und Krüppelwalmdach sowie östlichem Walmdachanbau, 1912–1914 | D-6-72-139-83 | BW             |
| Bachstraße 7 (Standort) | Katholische Filialkirche Mariä Himmelfahrt                    | Saalbau mit eingezogenem Chor, Satteldach und nördlichem Turm mit Zwiebelhaube, 1775; mit Ausstattung | D-6-72-139-27 | weitere Bilder |
| Bachstraße 9 (Standort) | Ehemaliger Gutshof der von Erthal, ehemaliges Herrenhaus      | Zweigeschossiger Walmdachbau, 17./18. Jahrhundert; ehem. Wohnwirtschaftsgebäude, langgezogener, eingeschossiger Satteldachbau, Bruchsteinmauerwerk, im Kern gleichzeitig mit Herrenhaus, mit westlicher Aufstockung, wohl erste Hälfte 19. Jahrhundert | D-6-72-139-28 | weitere Bilder |
| Bachstraße 9 (Standort) | Ehemaliger Gutshof der von Erthal, ehemaliges Ökonomiegebäude | Langgezogener Satteldachbau mit Bruchsteinmauerwerk, wohl 17./18. Jahrhundert | D-6-72-139-28 | weitere Bilder |
| Knaukenrain (Standort)  | Friedhofskreuz                                                | Kruzifix mit erneuertem Kreuzstamm und Tischsockel, Sandstein, bezeichnet „1879“ | D-6-72-139-29 | BW             |
| Tiegel (Standort)       | Bildstock                                                     | Seitlich eingezogener Aufsatz mit Ziegelsteinrelief der Muttergottes, auf Vierkantschaft, Sandstein, bezeichnet „1855“ | D-6-72-139-30 | BW             |

### Reith
| Lage                                 | Objekt    | Beschreibung | Akten-Nr.     | Bild |
| ------------------------------------ | --------- | --- | ------------- | ---- |
| Nähe Reither Mühle (Standort)        | Bildstock | Seitlich eingezogener Aufsatz mit Flachnische, darin Kruzifix, auf Vierkantschaft mit Inschrift, bezeichnet „1850“                                                                  | D-6-72-139-32 | BW   |
| Nähe Weippertstrifter Weg (Standort) | Bildstock | Rundbogiger Aufsatz mit Kreuzbekrönung und Relieftafel mit Darstellung des Guten Hirten aus Metall, auf Vierkantschaft über Tischsockel mit Inschrift, Sandstein, bezeichnet „1863“ | D-6-72-139-34 | BW   |
| Reither Mühlstraße (Standort)        | Bildstock | Reliefaufsatz mit Kreuzbekrönung und Kreuzigungsszene, auf Vierkantschaft mit Inschrift, über Postament, Sandstein, bezeichnet „1862“                                               | D-6-72-139-31 | BW   |
| Staatsstraße 2291 (Standort)         | Bildstock | Zargenförmiger Aufsatz mit Metallkruzifix, auf konischem Vierkantschaft mit Inschrift, Sandstein, bezeichnet „1855“                                                                 | D-6-72-139-33 | BW   |

### Schlimpfhof
| Lage                                          | Objekt              | Beschreibung | Akten-Nr.     | Bild           |
| --------------------------------------------- | ------------------- | --- | ------------- | -------------- |
| Brunnäcker, Straße nach Hassenbach (Standort) | Kreuzdachbildstock  | Aufsatz mit Metallkruzifix, auf verkürzter kannelierter Säule, Sandstein, 17. Jahrhundert                                    | D-6-72-139-37 | weitere Bilder |
| Hauptstraße 27 (Standort)                     | Katholische Kapelle | Kleiner Saalbau mit eingezogenem Chor, Satteldach und südlichem Dachreiter mit Kuppeldach, 1751, mit modernem Anbau von 1975 | D-6-72-139-35 | weitere Bilder |
| Langer Strich (Standort)                      | Wegkreuz            | Kruzifix auf Tischsockel mit Inschriftenkartusche, Sandstein, bezeichnet „1779“                                              | D-6-72-139-38 | BW             |
| Nähe Hofstraße (Standort)                     | Friedhofskreuz      | Kruzifix auf pyramidenstumpfartigem Sockel mit Inschriftenkartusche, Sandstein, bezeichnet „1843“                            | D-6-72-139-36 | weitere Bilder |

### Thulba
| Lage                                                                          | Objekt                                                                                                   | Beschreibung | Akten-Nr.      | Bild           |
| ----------------------------------------------------------------------------- | --- | --- | -------------- | -------------- |
| Achtzehnäcker (Standort)                                                      | Bildstock                                                                                                | Aufsatz mit emailliertem Ziegelrelief der Heiligen Dreifaltigkeit, auf Vierkantschaft mit Inschrift, Sandstein, bezeichnet „1841“ | D-6-72-139-50  | weitere Bilder |
| Alte Fuldaer Straße 21 (Standort)                                             | Pietà | Hausfigur, Sandstein, bezeichnet „1753“ | D-6-72-139-39  | weitere Bilder |
| An der Klostermauer 3 a (Standort)                                            | Bildstock                                                                                                | Aufsatz mit Pietà in Figurennische, auf abgefastem Pfeiler über Sockel mit Halbrundbögen, Sandstein, bezeichnet „1879“; nicht nachqualifiziert | D-6-72-139-41  | BW             |
| An der Klostermauer 18 (Standort)                                             | Bildstock                                                                                                | Reliefaufsatz mit Darstellung der Madonna umgeben von den 14 Nothelfern, auf Vierkantschaft über Sockel, Sandstein, bezeichnet „1733“ | D-6-72-139-42  | BW             |
| Auraer Trift (Standort)                                                       | Bildstock                                                                                                | Zargenförmiger, ornamentierter Aufsatz mit Figurennische, auf Rundsäule mit Postament, über Sockel mit Inschriftenfeld, Sandstein, bezeichnet „1777“ | D-6-72-139-73  | BW             |
| Auraer Trift (Standort)                                                       | Bildstock                                                                                                | Zargenförmiger Aufsatz mit modernem gusseisernen Relief des Guten Hirten, auf Vierkantschaft mit Inschrift, Sandstein, bezeichnet „1838“ | D-6-72-139-51  | BW             |
| Frankenbrunner Straße; Alte Fuldaer Straße; Alte Fuldaer Straße 61 (Standort) | Wegkreuz                                                                                                 | Kruzifix auf Tischsockel mit Inschrift, Sandstein, bezeichnet „1868“ | D-6-72-139-40  | weitere Bilder |
| Hombach (Standort)                                                            | Bildstock                                                                                                | Halbrunder Reliefaufsatz mit Engelskopf und gusseisernem Madonnenrelief in Flachnische, auf Vierkantschaft über Sockel mit Inschrift, Sandstein, bezeichnet „1861“ | D-6-72-139-56  | BW             |
| Hombach (Standort)                                                            | Heiligenhäuschen                                                                                         | Baldachinartiger Aufsatz, darin Pietà mit Engelsfigur, auf würfelförmigem Sockel, mit Inschriftenfeld, Sandstein, bezeichnet „1868“ | D-6-72-139-49  | weitere Bilder |
| Klingel (Standort)                                                            | Wegkreuz                                                                                                 | Kruzifix auf Tischsockel mit Inschrift, Sandstein, bezeichnet „1870“ | D-6-72-127-177 | BW             |
| Mühlbachring (Standort)                                                       | Bildstock                                                                                                | Rundbogiger Reliefaufsatz mit Kreuzbekrönung und Kreuzigungsdarstellung, auf Vierkantschaft mit hohem Postament über Sockel, Sandstein, bezeichnet „1750“ | D-6-72-139-55  | weitere Bilder |
| Nähe Sankt-Lambert-Straße (Standort)                                          | Kreuzschlepper                                                                                           | Figur des kreuztragenden Christus auf Knien, auf hohem Sockel mit Inschrift, über Rundsäule mit würfelförmigem Sockel, Sandstein, bezeichnet „1723“ | D-6-72-139-47  | weitere Bilder |
| Propstei 2 (Standort)                                                         | Wohnhaus                                                                                                 | zweigeschossiger Halbwalmdachbau mit Fachwerkobergeschoss | D-6-72-139-43  | weitere Bilder |
| Propstei 2 (Standort)                                                         | Kellerpforte                                                                                             | Geohrtes Sandsteingewände mit Wappenstein und Inschriftenband, bezeichnet „1763“ | D-6-72-139-43  | weitere Bilder |
| Propstei 2 (Standort)                                                         | Wappenstein                                                                                              | Sandstein, bezeichnet „1733“ | D-6-72-139-43  | weitere Bilder |
| Propstei 3, 5 (Standort)                                                      | Ehemalige Propstei                                                                                       | Dreigeschossiger, langgestreckter Walmdachbau mit Barockgliederung, von Anton Payer, 1701, 1737 verändert | D-6-72-139-44  | weitere Bilder |
| Propstei 7 (Standort)                                                         | Ehemalige Propstei: zugehörig Satteldachbau mit Treppengiebeln                                           | Zweigeschossig, massiv, 16. Jahrhundert | D-6-72-139-44  | weitere Bilder |
| Propstei 3, 5 (Standort)                                                      | Ehemalige Propstei: Umfassungsmauer                                                                      | Hausteinmauerwerk mit integriertem Wappenstein, bezeichnet „1733“ | D-6-72-139-44  | weitere Bilder |
| Propstei 8 (Standort)                                                         | Ehemalige Benediktinerinnenkloster, ab 1530 Fuldaer Propstei, dann katholische Pfarrkirche St. Lambertus | ehem. Klosterkirche St. Lambertus, heute röm.-kath. Pfarrkirche, dreischiffiger Massivbau mit Satteldach, rechteckigem Chorjoch und Apsidenschluss, Querhaus mit Nebenapsiden, über der Vierung quadratischer Chorturm mit Pyramidendach, romanisch, zweites Viertel 12. Jhd., 1597 und 1628 verändert; mit Ausstattung | D-6-72-139-45  | weitere Bilder |
| Propstei 8, südlich der Kirche (Standort)                                     | Reste des ehemaligen Klosterkreuzganges                                                                  | Werkstein, 12. Jahrhundert | D-6-72-139-45  | weitere Bilder |
| Propstei 8, westlich der Kirche auf dem Vorplatz (Standort)                   | Zwei Kelchblockkapitelle                                                                                 | Zwei romanische, mutmaßlich zu den urspr. Säulenarkaden des Mittelschiffs gehörige Kelchblockkapitelle, zweites Viertel 12. Jhd. | D-6-72-139-45  | BW             |
| Nähe An der Klostermauer (Standort)                                           | Kirchhofmauer                                                                                            | Hausteinmauerwerk, um 1887 | D-6-72-139-45  | BW             |
| Propstei 8 (Standort)                                                         | Klostermauer                                                                                             | Hausteinmauerwerk, im Kern 12. Jhd. bis 18. Jdh., in der südl. Mauer Inschriftkartusche, bez. 1762 | D-6-72-139-45  | weitere Bilder |
| Propstei 8 (Standort)                                                         | Kruzifix, ehemaliges Friedhofskreuz                                                                      | Steinkreuz mit Corpus auf Tischsockel mit Inschriftkartusche, Sandstein, bezeichnet 1728 | D-6-72-139-45  | weitere Bilder |
| Propstei 8 (Standort)                                                         | Erlöserfigur                                                                                             | Christus als Weltenschöpfer, auf Postament mit Inschrift, Sandstein bezeichnet 1883/84 | D-6-72-139-45  | weitere Bilder |
| Propstei 8 (Standort)                                                         | Bildstock                                                                                                | Rundsäule über Sockel mit Inschriftkartusche und Reliefaufsatz mit Darstellung des Hl. Lambertus, Rückseite mit Kreuzigung, Sandstein, bez. 1764 | D-6-72-139-45  | weitere Bilder |
| Reither Straße 13; Von-Calenberg-Straße 2 (Standort)                          | Friedhofskreuz                                                                                           | Kruzifix auf Postament mit Reliefdarstellung des Fegefeuers und dem Kelch der Erlösung, darauf Schädelstätte, Sandstein, bezeichnet „1747“ | D-6-72-139-46  | weitere Bilder |
| Schnabelberg (Standort)                                                       | Bildstock                                                                                                | Sitzfigur des Ecce homo auf Rundsäule, Säulenfuß mit Maßwerk, Sandstein, bezeichnet „1872“ | D-6-72-139-48  | weitere Bilder |
| Thulba (Standort)                                                             | Wehranlage                                                                                               | Wiesenwehr, Wehranlage zur Wiesenbewässerung der ehem. Wiesengenossenschaft Obererthal, 1894 | D-6-72-139-88  | BW             |
| Thulba; Untere Au (Standort)                                                  | Bogenbrücke, ehemalige Zollbrücke                                                                        | Vierbogig, Hausteinmauerwerk, 1604 | D-6-72-139-53  | weitere Bilder |
| Thulba; Untere Au: auf Brücke (Standort)                                      | Bildstock                                                                                                | Reliefaufsatz mit Kreuzbekrönung und Darstellungen von Kreuzigung, Martyrium und Auferstehung, auf Vierkantschaft mit Wappen, Sandstein, bezeichnet „1604“ | D-6-72-139-53  | weitere Bilder |
| Untere Au (Standort)                                                          | Bildstock                                                                                                | Erneuerter Reliefaufsatz mit Kreuzbekrönung und Kreuzigungsdarstellung, auf Vierkantschaft über Tischsockel, Sandstein, bezeichnet „1822“ | D-6-72-139-52  | weitere Bilder |
| Wiesenstraße (Standort)                                                       | Bildstock, sogenannter Antoniusbildstock                                                                 | Seitlich eingeschwungener Reliefaufsatz mit Kreuzigungsdarstellung und Heiligem Antonius als Bekrönungsfigur, auf Rundsäule über Sockel mit Inschrift, Sandstein, bezeichnet „1755“ | D-6-72-139-57  | BW             |
| Zu den Mühlen 20 a (Standort)                                                 | Heiligenhäuschen                                                                                         | Kleiner Massivbau mit Rundbogeneingang und altarähnlicher Nische, mit Satteldach, 19. Jahrhundert | D-6-72-139-54  | BW             |

### Wittershausen
| Lage                           | Objekt                                                                    | Beschreibung | Akten-Nr.     | Bild           |
| ------------------------------ | ------------------------------------------------------------------------- | --- | ------------- | -------------- |
| Auraer Weg (Standort)          | Bildstock, sogenannter Weißer Bildstock                                   | Reliefaufsatz mit Darstellung des Heiligen Georg auf Rundsäule mit Weinrankenornamentik, über Sockel mit Inschriftenkartusche, Sandstein, bezeichnet „1721“ und „1727“ | D-6-72-139-62 | BW             |
| Berg; Sportplatzweg (Standort) | Bildstock                                                                 | Reliefaufsatz mit Giebeldach und Erzengeldarstellung in Figurennische, auf abgefastem Schaft über Sockel mit Inschrift, Sandstein, bezeichnet „1895“                   | D-6-72-139-66 | BW             |
| Brunnengasse (Standort)        | Wegkreuz                                                                  | Kruzifix auf Tischsockel mit Inschrift, darauf Assistenzfiguren, Sandstein, bezeichnet „1912“                                                                          | D-6-72-139-60 | BW             |
| Friedenstraße 14 (Standort)    | Friedhofskreuz                                                            | Kruzifix auf Postament mit Inschrift und Schädelstätte, Sandstein, bez. 1828                                                                                           | D-6-72-139-61 | weitere Bilder |
| Häg (Standort)                 | Bildstock                                                                 | Aufsatz mit Rundbogennische darin Gipsrelief der Heiligen Dreifaltigkeit, auf Vierkantschaft, Kunststein, um 1920                                                      | D-6-72-139-67 | BW             |
| Jägerschneid ()                | Bildstock                                                                 | Rundbogiger Aufsatz mit Ölbild der Muttergottes in Flachnische, auf Vierkantschaft, Sandstein, 19. Jahrhundert; nicht nachqualifiziert                                 | D-6-72-139-64 |                |
| Kirchberg 13 (Standort)        | Katholische Filialkirche St. Georg, ehemaliger Chorturm des Vorgängerbaus | Hausteinmauerwerk mit Spitzhelm, nachgotisch, um 1615, mit Langhausneubau, 1957–58                                                                                     | D-6-72-139-58 | weitere Bilder |
| Klosterweg 2 (Standort)        | Wegkreuz                                                                  | Kruzifix auf würfelförmigem Postament, Sandstein, bezeichnet „1912“ | D-6-72-139-59 | weitere Bilder |
| Lochwiesen ()                  | Bildstock                                                                 | Sandsteinmonolith mit Vierkantschaft und verdicktem Oberteil mit rechteckiger Figurennische, darin Christusfigur, 19. Jahrhundert; nicht nachqualifiziert              | D-6-72-139-63 |                |
| Nähe Klosterweg (Standort)     | Bildstock                                                                 | Rundbogiger Aufsatz mit Kreuz in Flachniche, auf konischem Schaft über Tischsockel mit Inschrift, Sandstein, bezeichnet „1871“                                         | D-6-72-139-65 | BW             |
| Obere Hart (Standort)          | Bildstock                                                                 | Reliefaufsatz mit Walmbedachung und Schutzmantelmadonna in Figurennische, auf Vierkantschaft über Postament, Sandstein, 19. Jahrhundert                                | D-6-72-139-68 | weitere Bilder |
| Untere Hart (Standort)         | Wegkreuz                                                                  | Kruzifix auf erneuertem Tischsockel mit Inschrift, Sandstein, 19. Jahrhundert                                                                                          | D-6-72-139-69 | weitere Bilder |

### Keinem Gemeindeteil zugeordnet
| Lage                | Objekt      | Beschreibung | Akten-Nr.     | Bild |
| ------------------- | ----------- | --- | ------------- | ---- |
| Großseifertsholz () | Grenzsteine | zwischen Hochstift Würzburg und Hochstift Fulda, ca. 25 Sandsteinstelen mit würzburgischem und fuldischem Wappen, zum Teil bezeichnet mit "1721", Eckstein am Rimberg beidseitig bezeichnet mit "1594" | D-6-72-139-86 |      |

## Ehemalige Baudenkmäler
| Lage                               | Objekt             | Beschreibung | Akten-Nr.     | Bild |
| ---------------------------------- | ------------------ | --- | ------------- | ---- |
| Oberthulba Nähe Öhrbach (Standort) | St.-Nepomuk-Statue | Auf Sockel mit geschwungenem Aufsatz und Inschriftenkartusche, auf der alten Thulbabrücke, Sandstein, bezeichnet „1748“ | D-6-72-139-11 | BW   |